# Pan-pacifičko prvenstvo
Pan-pacifičko prvenstvo je međunarodno nogometno natjecanje. Do sada na njemu su se natjecali klubovi iz japanske J. League, SAD-ovog i kanadskog MLS-a, australske i novozelandske A League, kineske Super lige, te južnokorejske K-league.

## Povijest
Prvi turnir odigran je od 20. do 23. veljače 2008. u havajskom gradu Honolulu. 
Natjecale su se četiri momčadi: Houston Dynamo prvak MLS-a i Gamba Osaka, prvak J. League. Iz A-League natjecao se polufinalist kupa, Sidney FC, jer je finale A-League kupa igrano u isto vrijeme kao i Pan-pacifičko prvenstvo. Četvrti klub trebao je biti pobjednik Sjevernoameričke Super Lige, Pachuca, ali meksički klub je odbio sudjelovati, pa se umjesto njega natjecao Los Angeles Galaxy. Naslov prvaka osvojila je Gamba Osaka.
Drugi turnir je odigran u veljači 2009. u Carsonu. Natjecali su se domaćin L.A. Galaxy, pobjednik J. League kupa Oita Trinita, te prvaci kineske i južnokorejske lige, Shandong Luneng Taishan i Suwon Samsung Bluewings. Naslov prvaka osvojio je Suwon koji je u finalu nakon izvođenja jedanaesteraca bio bolji od L.A. Galaxyja.

## Pokal
Pokal je dizajnirao Thomas Lyte iz Londona. Pokal je u obliku vaze sa 6 "ruku" koja podupiru loptu.

## Rezultati
| Godina          | Domaćin |             | Finale          | Finale         | Finale             |          | Utakmica za 3. mjesto | Utakmica za 3. mjesto | Utakmica za 3. mjesto |
| Godina          | Domaćin | Pobjednik   | Rezultat        | Drugoplasirani | Trećeplasirani     | Rezultat | Četvrtoplasirani      |                       |                       |
| 2008. Opširnije |         | Gamba Osaka | 6:1             | Houston Dynamo | L.A. Galaxy        | 2:1      | Sydney FC             |                       |                       |
| 2009. Opširnije |         |             | Suwon Bluewings | 1:1 (p. 4:2)   | Los Angeles Galaxy |          | Oita Trinita          | 2:1                   | Shandong Luneng       |